# Miitopia
『Miitopia』（ミートピア）は、任天堂より2016年12月8日に発売されたニンテンドー3DS用ゲームソフト。アメリカ・ヨーロッパでは2017年7月28日に発売。2021年5月21日にはNintendo Switch版『ミートピア』が発売された。

## 概要
プレイヤー自身のMiiや友人・知人などのMiiを本作の登場人物として配役(いつでも変更可能)し、Mii達の冒険を見守りつつサポートするゲーム。このソフトの体験版もニンテンドーeショップで無料ダウンロードでき、各ストーリーの予告を観覧可能。
配役は新しい町に入った時や新たにストーリーに関わる人物が登場した時に行われ、MiitomoのフレンドのQRコードやMiiスタジオ、トモダチコレクション 新生活から選んだり、インターネットに他のプレイヤーが投稿した人気のMiiをダウンロードする事もできる。
本作の開発のテーマが「遊びの最小単位を短くする」。意味は「異なる場所に行って、異なる事件が起きて」と言う要素は後付けで足す形で開発した。
作中でMiiが発言している時に流れている音声は「Miitopia語」である。

## 開発
河本はMiiのゲームを大規模なコンテンツに仕立てるのは考えていなかったが、「パッケージソフトにして売りたい」との意見を出したことから規模を大きくすることになった。しかし最初は手探りで一つの話に区切りを付けるように考える事を気を使った。
開発のきっかけは『すれちがい伝説』シリーズを多く遊んだユーザーの期待を込めて、同作のパッケージ版を発売する企画から始まった。しかし、全世界で展開する事になる際に、すれちがい通信に苦労する問題があったことや他のRPGにすれ違ったユーザーが登場しても感情移入ができないことから、すれちがい通信を取り入れない事になった。
Miiの使う状況に関してはすれ違ったMiiは相性が合わなかったことから、各ユーザーの知っている限りのMiiは面白さを感じ取れやすいもので完結している。
住人の顔が奪われる設定は制作当初、モンスターのデザインが決まらなかったことから発想した。モンスターに関しては初期設定は怖い妖精のような普通のファンタジーに登場するモンスターを考えていた。数は何十体も作られたが「おもろない」と河本は発言し「Miiの顔を付けると面白いか」という提案を出す。それを聞いた他のスタッフは驚愕し、試験的に付けたところ面白さを感じ取りやすくなったことからモンスターのデザインが決まった。そこから顔が奪われる話を提案し、顔の強奪を目論む大魔王を倒すコンセプトに決まった。

## ストーリー
ここは、Mii達が平和に暮らしている島「ミートピア」。しかし、その島に大魔王が現れ、町のMii達のカオを奪ってしまった。大魔王によってカオを失い、動けなくなってしまうMii達。大魔王はMii達のカオを使って、様々な怪物を生み出して行く。あなたのMiiは、ひょんなことからカオのついた怪物に対抗する「神の力」を手にし、Mii達のカオとミートピアの平和を取り戻す旅に出ることに。

## システム

### プレイヤーキャラクター
本作では、主人公以外の仲間は特定のタイミングで加入し、最大4人までのパーティーを作ることができる。仲間は新たなエリアに行く際に大魔王に連れ去られてしまうが、ストーリーの進行で新たな仲間が加入し、最大9人のMiiが主人公の仲間になる。パーティーのMiiは必ず一つの職業と性格を持っており、ステータスや技は職業で、戦闘中の行動は性格で決まる。性格はいつでも変更可能だが、職業はゲームをある程度進めないと変更できない。Miiごとの職業レベルはそれぞれ独立しており、転職しても前の職業のレベルは変わらない。

### 性格
性格は全部で7種類。性格によっては戦闘中の行動が変化することもある。また、声の種類やセリフも変わる。

#### やさしい
味方がピンチになった時にサポートする行動をとるが、たまに敵に対してもやさしくしてしまう。

#### げんき
味方を励ますことが出来たり、HP1で耐えると言った能力もあり、名称通り「げんき」である。

#### マイペース
自身が攻撃するときに本気を出すことがあるが、稀に怠けることがある。他の味方へ隠れたりするなど足を引っ張る行動をとることもある。

#### クール
敵から狙われても避けたりできるが、仲間がピンチの時に身代わりを拒否することがある。

#### がんこ
自身を固めたり、同じ行動を2回できる一方、仲間からの回復は拒むことがある。

#### てんねん
狙いを間違えてしまったり、敵と遊んでしまうなどの変わった行動をとることがある。

#### しんちょう
行動前に準備体操を行ったり、回復アイテムを隠しポケットから取り出したりする。

### 職業
職業にはレベルが存在し、戦闘で経験値を一定量集めるとレベルが上がる。レベルが上がると、各ステータスがアップする他、職業ごとに技を習得する。レベルの上限は50。職業によってはさまざまな特徴と性能を持っており、上記の性格と組み合わせて戦闘で発揮される。どの職業にも専用の武器と服がそれぞれ存在しており、他の職業で装備、着用することができない。
戦士
HP、攻撃、守備が高く、剣による攻撃が得意。ただし素早さは低く、魔力が低いため魔法攻撃には打たれ弱い。人馬一体の場合、馬と共に突進して攻撃する。使う武器は剣、服は鎧。
魔法使い
魔力が全職業で最も高く、強力な攻撃魔法を多数習得できる。HPは低いがバリアーで受けるダメージを減らせる。覚える魔法攻撃はどれも強力な反面、攻撃力が全職業中最も低いため、MPが底を尽きると途端に攻撃性能が悪くなる。人馬一体の場合、翼を生やした馬が羽ばたき、サンダーボルトを放って敵全体を攻撃する。使う武器はステッキ、服はローブ。
僧侶
HP回復の他に精神系の状態異常や気絶を治す回復魔法を覚える。パニッシュメントという確率即死攻撃も覚えるがボスには効かず、実質的に攻撃魔法はシャイニングのみ。魔法職にしては攻撃力が地味に高い。人馬一体の場合、翼を生やした馬が羽ばたき、シャイニングを放って倒れた味方全員を復活させることが出来る。使う武器は杖、服は衣。
盗賊
素早さが全職業で一番高い。アイテムを盗めるほか、奇襲や罠で敵の攻撃を回避しつつ攻撃できる。攻撃力は低いが、敵への妨害で戦闘を有利に進めることを得意とする。通常攻撃で全体攻撃が可能。人馬一体の場合、敵全体を攻撃し料理を奪う事ができる。使う武器はダガー、服は装束。
アイドル
歌などのパフォーマンスで味方をもう一度行動させたりムカムカ状態を治したりなど、味方をサポートする職業。見た目に反してHPが高く素早さが低めのため、行動順は遅めだが打たれ強い。攻撃力が控えめではあるが全体攻撃技のハウリングは倍率が高く強力。ただし味方もダメージを受けるリスクも抱える。服は唯一男女別々に分けられている（ただし性別とは異なる服にすることも可能）。通常攻撃で全体攻撃可能。人馬一体の場合、味方全員のHPを回復し、ノリノリ状態にさせて、敵全体を踊らせる。使う武器はマイク、服はスタイル（男性）とコーデ（女性）。
料理人
料理を作り味方を回復できる。攻撃力が高く通常攻撃もこなせるが、戦車同様仲間を巻き込む技があるため怒らせやすい。回復技の回復りょうりは回復量が固定のため、覚えたてでは優秀な回復量だが、パーティーのステータスが高くなる終盤では固定回復では物足りなくなってくる。人馬一体の場合、馬に激辛料理を食べさせて攻撃する。使う武器はフライパン、服はエプロン。
ネコ
攻撃と素早さが高く、ツメで戦う。一時的に攻撃力を高める技や、倍率が非常に高い技を覚えるため、攻撃性能は全職業中随一。全職業で唯一戦闘中に料理を盗む技を覚える。ただし魔力はとても弱く、敵の魔法攻撃が非常に苦手。人馬一体の場合、馬にじゃれながら連携攻撃する。使う武器は手袋、服はネコ。
小悪魔
魔力が高い。フォークによる魔法攻撃や味方と敵の心を揺さぶる技を使う。攻撃力が魔法使いに次いで低いが、敵への妨害や味方のサポートに徹することで戦闘を有利に進めていく。HP、守備、魔力が高いためかなり打たれ強い。人馬一体の場合、馬のお尻に槍を刺してから黒い翼を生やし、暴れまくって攻撃する。反動で自らダメージを受ける。使う武器はヤリ、服は翼。
科学者
魔力が高く、薬とコンピュータによる科学の力で戦う。全体攻撃の魔法攻撃を多く覚えるため複数の敵に強い。確率自動発動技を3種類も備えており、敵の状態異常技を防いだり味方の通常攻撃を強化したりできる。僧侶と同じく魔法職にしては地味に攻撃力が高い。人馬一体の場合、馬に装備をつけてレーザーを放射し、敵1体と両隣の敵を攻撃する。使う武器はボトル、服はゴーグル。
戦車
攻撃と守備が高いが、素早さが0で固定(料理の加算を除く)。強力な砲撃技を覚えるが、人間大砲などで味方を巻き込み、怒らせやすい。通常攻撃でもMPを消費する。人馬一体の場合、馬に装備をつけてミサイルを連続発射し、敵全体を攻撃する。使う武器は弾、服はアーマー。
姫
敵を踊らせて行動を封じたり、守備を弱体化させたり、味方と共に敵の攻撃を回避したりなど敵への妨害が得意。また味方のMPを回復させたり、敵の状態異常技を防いだりと、味方サポートも得意。魔法攻撃技のスラッシュは倍率が高いため、魔法職としてもかなりの強さを持つ。サポートと攻撃どちらも器用にこなせる職業だが、HPが低い上に守備が全職業中最も低いため、物理攻撃には非常に打たれ弱い。人馬一体の場合、華麗に踊り味方全員をMP回復と上機嫌状態に、敵全体の守備力を下げることが出来る。使う武器は扇、服はドレス。
花
攻撃・回復魔法を両立している。通常攻撃で全体攻撃できる。僧侶とは違い、素早さが低いので早急に味方を回復させるのは不得意だが、HPが非常に高いため打たれ強いのが特徴。人馬一体の場合、味方全員を回復させ、上機嫌状態にすることが出来る。使う武器は葉っぱ、服は花。
採用の理由は女性デザイナーが推していた物で一度は没になったものの、開発チーム内用掲示板に「クーデターが起きました」と書き込むほどの革命を起こした。職業の一覧表を出したが「花がいいです」と多く書き込まれ、「海賊」をお蔵入りにする代わりに正式に採用された。
ヴァンパイア
依頼を達成すると手にできる職業。素早さ以外のステータスがバランスよく高い。特にHPは全職業中最も高い上に、守備や魔力も高水準で非常に打たれ強い。のろいは敵の通常攻撃を受けた際に、受けたダメージの半分を相手に返す自動発動技だが、この技を覚えると敵に狙われやすくなる。戦闘で倒れても自動で復活することがあり、仲間にもその力を分け与えられる。通常攻撃で全体攻撃ができる。人馬一体の場合、馬を黒く染めて紫色の霧で周囲を包み、無数のコウモリで敵を一掃する。使う武器はコウモリ、服はスーツ。
エルフ
クリア後の「ガラパス島」のボスを倒すと入手できる職業。HPは低いが、攻撃・回復・補助など様々な魔法をこなせる。魔法使いのバリアーを味方にも与えられる技を持つため、耐久性の低い味方を大いにサポートできる。人馬一体の場合、「シャイニングアロー」で矢を放ち敵1体と両隣の敵を攻撃する。使う武器は弓、服はマント。

### 移動画面
本作の冒険はステージ選択方式となっている。ステージに入るとパーティーが自動で道を進み、ステージ内では様々なイベントが起こる。怪物に出会うと戦闘になり、「逃げ帰る」を選ぶか全滅すると宿屋に帰ってしまうため、怪物に勝利しないと先に進めない。道が分かれている時は好きな道を選ぶことができ、どの道を進んでも必ず宿屋に到着する。
宝箱
移動中に宝箱を発見し、開けることができる。中身はお金、回復アイテム、料理、怪物、ゲーム券などが入っている。特定のステージで登場する大きな宝箱は上位装備の武器、服またはゲーム券・お金が入っている。
道中イベント
道中ではイベントが発生することがあり、内容によってはアイテムを獲得したり、友好関係に影響をもたらすなど様々。また、一部のステージではキャンプを行うことがある。

### 戦闘
戦闘は素早さが高いキャラが先に行動し、主人公以外の仲間は自動で行動する（主人公も自動で行動させることもできる）。仲が良いMii同士は好きレベルによって「好き行動」をとって助けるが、嫌いなMiiに対しては行動を妨害することもある。ピンチになったMiiには神の力「ふりかけ」を使ったり「安全地帯」に避難させて回復させる事ができる。フィールドにいる怪物を全員倒すと勝利となるが、味方全員のHPが0になると敗北となる。一部のバトルを除いて逃げ帰ることもできる。
ふりかけの導入の理由は本作のジャンルが「みまもりシミュレーション」であることから。プレイヤーにできることはMiiを見守ることであるが、何らかの形で介入できる方法を模索し、プレイヤーの意思でMiiに食べ物を上げる仕様を実験した。しかしプレイヤー側が自由になりすぎると、Miiが食べ物を勝手に食べてしまう時に不満を感じるほど不評になった。他に模索したところ、『トモダチコレクション』の4名の女性デザイナーが本作の開発に合流した際、彼女達から「Miiをなでたい、なでたい」と言い続けた。そこからふりかけのアイデアが生まれ、先述した女性スタッフから好評を博し実現した。
ステータス
- HP - 体力の残量。敵の攻撃を受けると減っていき、30%以下になるとパネルが緑から赤に変化し、Miiは姿勢を崩した状態をとる。0になるとパネルは赤からグレーに変わり、その場に倒れて戦闘不能になる。HPの上限はレベルアップや料理で増加する。
- MP - 技や魔法を使う際に消費する。HP同様、MPの上限はレベルアップや料理で増加する。
- 攻撃 - 敵に物理攻撃を行う際に関わる。
- 魔力 - 魔法系の攻撃を行ったり、受けたりする際に関わる。
- 守備 - 敵の物理攻撃のダメージ量に関わる。
- 素早さ - 戦闘の行動順に関わる。

#### ふりかけ
ふりかけはターンを消費せずに使用できる。使用できる量は助けたMiiの合計数に応じて増えていく。宿屋に到着すると残量がリセットされる。
- HPふりかけ - MiiのHPを回復できる。最初にMiiのHPが最大値の30%以下になると解放される。最大値は999。
- MPふりかけ - MiiのMPを回復できる。最初にMiiのMPが最大値の30%以下になると解放される。最大値は500。
- 命のふりかけ - 倒れたMiiを復活できる。1回しか使えない。最初にMiiのHPが0になって倒れると解放される。
- ノリノリふりかけ - Miiを2ターンの間興奮状態にできる。5回まで使える。火山のワールドで戦闘開始時に解放される。
- 守りのふりかけ - Miiにシールドを設置して、1回だけ敵の攻撃を無効にする。5回まで使える。初めてMiiが敵にロックオンされると解放される。

#### 好き行動
好き行動は、戦闘中に発動することがあり、戦いを有利に進めることができる。一部の好き行動は複数人同時に発動されることもあり、発動人数分だけ効果もさらに上がる。好きレベルが戦闘中に上がるとHPが全回復する。好きレベルが高くなる程好き行動の効果も大きくなる。好きレベルの上限は99。好きレベルはMiiと馬(Switch版のみ)それぞれに設定されており、ペア毎にレベルは独立している。

##### Mii同士の好き行動
- アピール(Lv2) - 仲間にいいところを見せるため、攻撃力が上昇する。
- アドバイス(Lv3) - 仲間が敵に狙われた時に声をかけ、成功すると敵の攻撃を避けることができ、好きレベルが少し上がる。
- きづかう(Lv4) - 仲間がダメージを受けた時に慰める。慰められたMiiの好きレベルが少し上がる。
- ほめる(Lv5) - 仲間が敵を倒した時に褒める。褒められた仲間は上機嫌状態になる。
- 手だすけ(Lv6) - 仲間が攻撃や回復する時に追加で加わり、効果をアップさせる。
- おみまい(Lv7) - 安全地帯にいる仲間を元気づけてさらにHPとMPを回復させる。
- あげる(Lv8) - 回復アイテムを持っていない仲間に自分の回復アイテムを使わせる。
- かたきうち(Lv9) - 仲間が倒れた時に発動し、攻撃した敵に復讐の一撃を与える。性格によっては泣きや怒り状態になることがある。ターンは消費しない。
- みがわり(Lv10) - 仲間をかばい、代わりにダメージを受ける。複数人の場合はダメージが分散される。
- はさみうち(Lv12) - 仲間の攻撃に合わせて、敵の背後から追加の攻撃を加える。通常攻撃の時に単体対象として発動するため、全体攻撃を行うことができない。
- 手だすけⅡ(Lv14) - 手だすけよりも発動確率と効果が大きくなる。
- わける(Lv16) - 回復アイテムを持っていない仲間と自分の回復アイテムを分け合って使う。
- 心の声(Lv18) - 自分が倒れていて、仲間がダメージを受ける前にHPを回復させる。
- かたきうちⅡ(Lv19) - かたきうちよりも大きい復讐の一撃を与える。
- 怒りの復活(Lv20) - お互いが倒れている時に自分が復活する。
- はさみうちⅡ(Lv22) - はさみうちよりも威力が大きくなる。
- アドバイスⅡ(Lv27) - アドバイスよりも攻撃の回避成功率が高くなる。
- おみまいⅡ(Lv32) - おみまいよりもHPとMPの回復量が大きくなる。
- アピールⅡ(Lv38) - アピールよりも効果が大きくなる。
- かたきうちⅢ(Lv44) - かたきうちⅡよりもさらに大きい復讐の一撃を与える。
- みがわりⅡ(Lv52) - みがわりよりも発動しやすく、ダメージ軽減の効果がつく。
- アピールⅢ(Lv60) - アピールⅡよりも効果がさらに大きくなる。
- はさみうちⅢ(Lv68) - はさみうちⅡよりも威力がさらに大きくなる。
- みがわりⅢ(Lv77) - みがわりⅡよりも発動しやすく、ダメージをさらに軽減する。
- おみまいⅢ(Lv88) - おみまいⅡよりもHPとMPの回復量がさらに大きくなる。
- 手だすけⅢ(Lv99) - 手だすけⅡよりも発動確率と効果がさらに大きくなる。

##### 馬の好き行動
- 騎乗攻撃(Lv2) - 馬に乗馬した状態で怪物を攻撃する。
- 乗馬(Lv3) - ステージを移動するときに馬に乗って移動し、移動速度が上がる。
- そいね(Lv5) - 安全地帯で回復する時にさらに回復してくれる。
- はないき(Lv7) - 鼻息で敵全体を攻撃する。
- ほおずり(Lv9) - MPが少ない時にターンの開始時に発動し、MPを回復できる。
- 乗馬Ⅱ(Lv12) - 乗馬と同様にステージを移動するときに馬に乗って移動できる。
- 人馬一体(Lv15) - 主人公だけが覚える好き行動。職業によって様々な技を発動できるが、主人公が自動で行動していると使用しない。
- いななく(Lv20) - 厄介な状態異常になっているときにターンの開始時に発動し、状態異常を治療できる。
- 騎乗攻撃Ⅱ(Lv25) - 騎乗攻撃よりも威力が上昇する。
- そいねⅡ(Lv30) - そいねよりもHPとMPの回復量が大きくなる。
- ほおずりⅡ(Lv35) - ほおずりよりもMPを多く回復できる。
- はないきⅡ(Lv40) - はないきよりも威力が大きくなる。
- いななくⅡ(Lv50) - いななくよりも状態異常を治療できる確率が上がる。
- 騎乗攻撃Ⅲ(Lv60) - 騎乗攻撃Ⅱよりも威力がさらに上昇する。
- そいねⅢ(Lv70) - そいねⅡよりもHPとMPの回復量がさらに大きくなる。
- ほおずりⅢ(Lv80) - ほおずりⅡよりもMPをさらに回復できる。
- はないきⅢ(Lv90) - はないきⅡよりも威力がさらに大きくなる。
- いななくⅢ(Lv99) - いななくⅡよりも状態異常を治療できる確率がさらに上がる。

#### ムカムカ行動
ムカムカ行動は、戦闘中で足を引っ張る行動をとることが多い。馬はムカムカ行動をしない。
- 割り込み - 相手の行動前に割り込んで攻撃する。
- 見とれる - 嫌いな相手に対して気を取られて受けるダメージが増加する。
- 拗ねる - 嫌いな相手に対して手を抜いて与えるダメージを下げる。
- 不機嫌 - 嫌いな相手が怪物を仕留めると不機嫌になることがある。
- いかる - さらにムカムカ度を上げる行動をすると怒り状態になることがある。
- 大喧嘩 - 割り込みの時にお互いがムカムカ状態だと発動することがある。敵に複数回攻撃するが、反動でお互いもダメージを受ける。
- 見捨てる - 嫌いな相手に対して身代わりが発動しなくなる。

#### 状態異常
状態異常は基本的に安全地帯で回復させると治療できるが、性格行動や技で治したり、防いだりすることもできる。状態異常によってはMii及び怪物に変化を与える。状態異常は戦闘が終了すると治療される。複数の状態異常にかかることはなく、新たにかかった状態異常に上書きされる。
- 怒り - 怒りがおさまらず、1ターンに2回行動する。
- 笑い - 笑いが収まらず、1ターン行動出来なくなる。
- 泣き - 最大3ターンの間、泣いてしまい通常攻撃が外れることがある。また、主人公のコマンドが選べなくなる。
- 興奮 - 最大2ターンの間、通常攻撃しか出来なくなるが、与えるダメージは3倍になる。
- イジワル - 最大3ターンの間、行動ができなくなる。他の味方が攻撃しようとすると足を引っ掛けて邪魔をすることがある。邪魔されたMiiはムカムカが溜まる。
- 不安 - 1ターンの間行動できなくなり、他の味方が攻撃しようとするとしがみついて行動させなくする。イジワルと違い、邪魔されたMiiは好きレベルが溜まる。
- 恐怖 - 恐怖に怯えてしまい、1ターン行動出来なくなる。
- うわのそら - 最大3ターンの間、受けるダメージが増加する。
- 上機嫌 - 3ターンの間、HPとMP以外のステータスが2倍になる。好き行動で褒められるか、姫・花の人馬一体で発動できる。
- 不機嫌 - 通常物理攻撃では、威力が下がる「やるきなし」か威力の高い「やつあたり」しか行わなくなる。
- 眠り - 眠ってしまい行動できなくなるが、HPの最大値の半分を回復する。HPが最大になると起きる。
- 悪夢 - 眠って行動できなくなり、自分のターンが来る度にHPの最大値の20%のダメージを受ける。
- 踊り - 踊ってしまい、1ターン行動ができなくなる。
- 老化 - 老化して、攻撃力と魔力が半分に下がる。
- 石化 - 1ターン行動出来なくなる。
- 氷漬け - 1ターン行動出来なくなる。
- 操り人形 - 1ターン行動出来なくなる。
- 子グモづけ - 子グモに襲われ、自分のターンが来る度にHPの最大値の20%のダメージを受ける。
- やけど - 炎でお尻を燃やされて、自分のターンが来る度にHPの最大値の20%のダメージを受ける。
- 食べられる - 敵に食べられて行動できなくなる。敵が吐き出すか、倒すことで復帰できる。
- のっぺら - カオがなくなって行動できなくなる。敵を倒すと行動できるようになる。(顔が取られていないMiiが全滅すると、顔のないMiiのHPに関係なく敗北になる。大魔王戦に登場する。)
- ファラオ - 3ターンの間、ファラオになってしまい、行動できなくなる。HPバナナを持っている場合、敵に使用して敵のHPを回復させる。Miiはファラオになっている時「〇〇(自分の呼び方)ファラオ」と言う。
- 吹き飛び - 2ターンの間、戦闘から外されてしまう。(戦闘から外されたMiiが戻ってくる前に全滅すると敗北になる。)
- 道中で寝る - 道中イベントで発動することがある。道中で寝た状態から戦闘が始まり、行動が1ターン遅れる。復帰するとHPが回復する。

##### その他
道中イベントで草むらを調べる時に、怪物が飛びかかってきた場合、調べた人が足をすくんだ状態で戦闘が始まる。
道中イベントで自分以外の他のMiiが寝てしまった時に戦闘が始まると、そのMiiは全員眠り状態となる。
クエスト内の道中イベントで発生した戦闘では、強力な怪物が出現することがある。(ピョン狩り・クリア前のクエストなど)
特定の敵に武器を食べられると、武器を取り戻すまで技や人馬一体が使えなくなる。この間は攻撃力が下がり、戦車では攻撃すらできなくなってしまう。
戦闘勝利時にレベルが低い場合、ボーナス経験値がもらえることがある。ボーナス経験値は戦いに参加したメンバーの平均レベルと敵のレベルの差分で変動する。
戦闘の記録をリプレイ機能で見ることができる。(基本的にバトルを終えた後に見ることができるが、一部例外あり。)
倒れているMiiがいる場合、戦いが終わった後にHP1で復活する。そのため戦いに参加したMiiが全員経験値を獲得することができる。
安全地帯は状態異常・HP・MPの回復以外にも、敵の攻撃が当たらなくなったり、ロックオンを回避するなどの使い方がある。戦えるMiiが1人しかいない状況では使用できない。
1つの攻撃に対してダメージ量の上限は999となっている。ただし、人馬一体の攻撃技などでは、上限を超えるダメージ量を出せる場合がある。
戦闘中に料理を獲得した場合、その料理は戦闘の結果に関わらず入手でき、戦闘に勝利することで追加で獲得できる可能性がある。
依頼人が戦闘に参加する場合、原則ターンの最後に行動する。ただし、一部の技は使用しない。
敵が自ら逃げたり、性格行動で敵をみのがした場合、その敵は倒したことにならないので経験値や料理が獲得できない。

### 宿屋
街道の最後には宿屋があり、そこに着くとMii全員のHPとMPが回復する。宿屋には五つの部屋があり、一つの部屋ごとにMiiを二人まで割り振ることができ、同じ部屋に割り振ったMii同士は好きレベルが上がっていく。
「おこづかいをあげる」ではMiiが装備品やアイテムを欲しがることがあり、お金をあげると欲しい物を買う。装備を買いに行った時はたまに間違ってHPバナナかMPアメを買ってくることがあり、その時にはお釣りは返してくれる。大魔王を倒した後に「カタログ」が追加され、一度入手した装備品を購入できるようになる。
「料理をあげる」では胃袋の許す限りMiiに料理を食べさせて能力を上げることができる。好きなものをあげると早く能力が上がる。料理で上がったステータス値は転職しても引き継がれる。料理の好き嫌いは初めて食べさせるまで分からない。料理で上昇するステータスの上限はそれぞれ+99。
「部屋の様子を見る」では、宿屋内のMiiの部屋をのぞいたり、Miiの割り振りを変えたりできる。
「ゲームコーナー」ではゲーム券を消費し、アイテムが入手できるルーレットかお金を賭けるじゃんけんのどちらかをプレイできる。ルーレットは宿屋に到着するたびにラインナップと割合が変動するが、ルーレットでしか手に入らない装備や景品がある。じゃんけんでは勝つとお金が獲得でき、さらに勝負して倍にするかその時点のお金を獲得するかを選べる。ただし負けるとお金が没収となる。ゲームコーナーを利用する前後で一度セーブされるため、リセマラは不可能となっている。
Switch版は、「デート」が登場し、デート券を消費してMii同士をデートに行かせることができ、好きレベルを上げることができる。帰宅後にお土産も獲得出来る。稀に道中で戦闘が発生することがある。デートの行き先はストーリーを進めていくと増えていき、行き先によって様々なイベントがある。
宿屋の導入の理由は苦肉の策で作ったため。RPGにおける拠点であってそこから旅する感覚であるが、ステータスの都合上毎回宿屋に引き返すことが多く、面倒くささを招く恐れや先を進まなければならない目標と進む感じを表現する事を最優先に守るために、ビジネスホテルというコンセプトを挙げて導入した。

#### その他
大魔王を撃破後以降、宿屋に到着するとランダムで「ハプニング！」が発生することがあり、宿屋内のMiiが1人風邪を引いてしまう。風邪を引いたMiiは冒険に出させることができなくなり、料理を与えたりデートに行かせることができなくなる。戦闘でレベルに応じた一定の経験値を稼ぐか、看病イベントで好きレベルが上がると治療して、再びパーティーに加わることができる。クリア後は主人公も風邪を引く可能性があるが、分断イベントが発動した場合は全員治療できる。
クリア後は別荘が出現し、さらに多くのMiiを入れることができる。別荘のメンバーと宿屋のメンバーを入れ替えたり、新規の旅人を作成できる。ただし仲間が分断されている間は使えなくなる。
Switch版ではストーリーで特定の所まで進むと、みんなでパーティを開催するイベントがある。(ハイライトで再閲覧は不可)
ルーレットではペア旅行券という景品があり、ペア旅行券を換金するとクラスに応じたお金を獲得できる。(Bクラス500G、Aクラス1000G、Sクラス1500G)
ルーレットではボロ装備も景品に含まれており、ボロ装備はカタログで50Gで購入できる。ボロ装備の入手方法はルーレットのみ。
ルーレットでは服や武器が当たる枠で、特定の条件を満たすと、HPバナナ10本に置き換わることがある。
HPバナナ、MPアメの値段は1個100Gだが、稀に「おこづかいをあげる」では3個入手することがある。基本的にHPバナナやMPアメの所持数が少ない時に発生しやすい。
出発前にHPバナナとMPアメをMiiにそれぞれ分配するが、基本的に2:1で分配される。

## Switch版の変更点・追加点
- 解像度の上昇
- 3Dポリゴンの増加
- テクスチャの変更
- メイク、ウィッグの追加
- 馬の追加
- デートを追加
- イベントの追加
- ルーレットの景品にデート券(1~3枚)が選ばれることがある。
- ストーリーでエルフの国クリア後に起こるイベントで主人公以外の9人が一緒に集まるシーンがなくなっている。
- タッチスクリーンに対応しなくなった。
- Miiの外部の登録の変更
- 主要人物を除く登場人物を事前に変更可能(旅人の町のおつかい及び仲間になる依頼人は除く)
- 起動した後に一日に1回手紙が届く(体験版を除く)(デート券またはゲーム券をもらえる。)
- 3DS版にあったアンケートがない(3DS版ではアンケートに回答するとゲーム券が3枚貰えた。)。
- ロード時間の短縮
- 武器と服の見た目を旧装備のまま、中身を新装備にする選択肢の追加
- 怪物追加(主に絶望の塔関連の怪物)
- BGM追加(これによりゲーム内で聴けるBGMの数が247に増加。3DS版は204。)
- 勲章追加(主に馬の好きレベルと後述の絶望の塔の内容)
- 絶望の塔追加(後述のネオンシティの項を参照)

## 冒険の舞台

### ミートピア
サイショーの国
最初の舞台。緑の森と王様の城が見える平原。チーズケーキが特産品。
敵のレベルは低い。
サイショーの町が大魔王に襲われ、主人公は奪われた顔を取り戻すために戦う力を手にする。その後仲間が3人加わり、サイショーの町を平和にしていくと王様の城へ進めるようになる。王様の城では様々な事件が起こる中、主人公とその仲間たちは迷子の森や国境の山などを探索していき、王様の城で婚約イベントを成功させるのが目的。
トナリーノの国
砂漠地帯で、2番目の舞台。
今までの仲間は一旦離脱し、新しい職業の仲間3人で冒険を進める。職業が3つ(ネコ・小悪魔・科学者)増える。
砂漠地帯を進んでいくと、トナリーノの町で財宝が奪われたセレブの依頼によって地下迷宮を目指す。地下迷宮にいるランプの魔人から財宝を町に戻すと大魔王に町を襲われてしまう。再び各地で顔を取り戻し、謎の宝石を獲得しつつピラミッドを探索。ピラミッドでランプの魔人を助けると湿地地帯の大きい岩を吹き飛ばして先に進めるようになる。
ストーリーでは旅人の町の依頼を受け入れると新・地下迷宮が出現し、超摩天楼に入る宝石が発見できる。(新・地下迷宮は隠しマップなので常設しない)
エルフの国
エルフ達が生活している森林で、3番目の舞台。
ここでも新しい仲間への入れ替わりが行われる。職業が3つ(戦車・姫・花)増える。
エルフの村に向かうと、三女を仲間にして果汁の洞窟に進み、次女を助ける。その後、長女を助けるために大樹の森へ進み、長女を助けた後、東の門を開ける踊りを行うが、大魔王に油断をつかれてしまい、三女とエルフの村の人々の顔が奪われてしまう。その後エルフの村の人々を助けて、エルフの宝石を貰い、ハスの湖の扉を開けた後、三女を助ける。その後開門の踊りを行うと先に進むことができる。
探検家の依頼ではこのワールド内でピョンだけが出現する隠しマップが登場することがある。
火山（の国）
4番目の舞台。炎や溶岩に覆われた灼熱の大地。
これまでに出会った主人公の仲間達が逃げ延びており、主人公は大賢者の力を借りて6人の仲間達のカオを取り戻すことになる。
火山の道を1人でしばらく進むと、ほら穴に仲間たちと大賢者がいて、大賢者と協力しながら3人の顔を取り戻す。火山の内部に進むと上から岩が落ちてきて仲間が2つに分かれてしまうイベントがある。合流後、ケルベロスと戦い、3人の顔を取り戻し、大賢者は離脱する。
大魔王の城
火山の最後にある舞台であり、大魔王のいる城。行く途中で3人の仲間達のカオを取り戻すことになる。
大魔王の城に入ると、大広間で再び仲間が2つに分かれてしまい、分かれた先で2人の顔を取り戻す。しばらく進み、よろいの部屋で最後の1人の仲間を助ける。中庭ではドラゴンが潜んでおり、撃破後は主人公のお供をしてくれる。大魔王の間の奥では大魔王がいて、撃破するとこの舞台はクリアとなる。
旅人の町
大魔王を倒した後に行ける町。様々な旅人が行き交っているため、様々な情報が飛び込む。
クリア後は一日一回、3人の旅人が現れ主人公に様々なお願いを依頼する。依頼はネオンシティを除く各ワールドで限定マップが登場したり、クイズ、おつかいなどの特殊な依頼もある。依頼のレベルはパーティーの育成状況によって登場するレベルが変わる。
なお、日付をずらすとしばらくの間新たな旅人が現れなくなってしまう。
雪山の国
5番目の舞台。氷と吹雪に覆われた極寒の大地。
クリア後は吹雪の山へ行けるようになる。
ストーリーでは氷の洞窟の依頼をクリアすると超摩天楼に入る宝石が手に入る。(氷の洞窟は隠しマップなので常設しない)
フシギの国
6番目の舞台。変な色の平原。大魔王の城や砂漠地帯、緑の森といった場所が混ざっている。
ストーリーではブキミな道を最深部まで進めて依頼をクリアすると超摩天楼に入る宝石が手に入る。
シナリオクエストではお化け屋敷を探索するとヴァンパイアのお守りを入手できる。(お化け屋敷は隠しマップなので常設しない)
雲の国
7番目の舞台。雲の上にある国。科学が発展しており、工場までも存在する。
初めて訪れた際にある程度進むと超摩天楼を発見する。
ストーリーではクリーンな工場の依頼をクリアで、超摩天楼に入る宝石が手に入る。
クリア後はクエストに限り「怪しい工場」も登場する。
超摩天楼
雲の国の奥にそびえる巨大な塔であり、最後の舞台。これまでに助けた人物の顔が超魔王に取られ、強化された怪物が登場する。
扉を開けた先には元大魔王がいて、助けると超摩天楼をクリアするまで仲間になってくれる。その後超摩天楼を登っていく中で、王と姫の顔、ランプの魔人の顔、大妖精三姉妹の顔を取り戻す。
超摩天楼に入るためには宝石が4つ必要で、シナリオの依頼をクリアすると手に入る。
魔空間
超摩天楼の上空にある舞台だが、普通の人間には入ることができない空間。超魔王が集めた顔のパーツが漂わせる。一番奥には超魔王の間と呼ばれる宇宙のような場所があり、そこに超魔王がいる。

### その他
ガラパス島
クリア後に入れる島。中には凶暴な怪物が潜んでいる。ガラパス島の奥地の最深部で「エルフのお守り」を獲得出来る。
ネオンシティ
クリア後に入れる都市。超魔王が作った怪物の中でも手に負えない強さのものがここに集められており、人々がここに立ち入らないよう元大魔王が呼びかけを行っている。
ほかの国とは違い、各番街があり初めて訪れた時から全ての番街が解放されている。街のマップを最後まで進めるとボスと対戦が可能となる。ネオンシティのボスは真っ黒な姿をしておりレベルも高い。1日1回対戦可能となっている。
ある条件を満たすと、ネオンシティのボスと連戦する「恐怖の塔」が解放される。Switch版では、「恐怖の塔」をクリアすると、さらに高難易度の「絶望の塔」が出現する。おすすめレベルは45以上。
恐怖の塔
ネオンシティの奥にそびえたつ塔。1番街から順に8番街までのボスを連続で倒していく(強さはネオンシティの各番街で戦った時と変わらない)。一度入場すると、クリアか全滅まで帰還できない。ここでは、勝利しても経験値や料理は獲得できない(料理は一部の技で例外的に獲得できる)。
絶望の塔
Switch版で登場する。恐怖の塔よりも手強いボスと連戦する。恐怖の塔と同様、一度入場すると、クリアか全滅まで帰還できない。
クエストエリア
旅人の依頼を受け入れるとマップのどこかに隠しエリアが出現し、隠しエリアのステージを探索できる。このエリアは依頼毎に異なるステージ構成となっており、最深部まで進むと依頼人本人の顔をしたボスまたは大きなボスが登場し、撃破することで依頼をクリアできる。ただし、一度クリアするとそのマップは閉鎖され、二度と戻って来れなくなる。クエストエリアでは、新しく登場するボスはもちろん、ストーリーで倒したボスが強化されて登場することがある。

## 登場キャラクター
括弧内はSwitch版でのデフォルトネーム。

### 主要キャラクター
主人公と9人の仲間
本作の10人の主人公。それぞれMiiの姿をしている。
仲間は序盤3つの国でそれぞれ3人ずつ登場し、4つ目の国で最終的に合流する。
神
ミートピアを救おうとする主人公に怪物と互角に戦える「神の力」を授けた存在。最後まで姿を現さないため、Miiを配役することはできない。
バナナ工場員 / 大魔王（ドイル）
魔王の呪いに憑依され、大魔王となったMii。過去にHPバナナ工場で働き詰めの生活に思い悩み、その心の隙を魔王の呪いに唆されて大魔王にされてしまった。主人公達の活躍で元に戻れたが、超魔王にカオを奪われ、大魔王の幻影にされるものの主人公に再び救出された。クリア後はネオンシティに人が迷い込まないよう注意するバイトを始める。
大賢者 / 超魔王（インテロ）
世界を旅する腕利き魔法使いのMii。敬語で話す。背が高い。大魔王に襲われた主人公を助け、以降も主人公の旅の手助けをしてくれる。4つ目の国では主人公と合流し、共に戦うことになる。だが大魔王が倒された直後、主人公が魔王の呪いに憑依されそうになったがそれを庇い超魔王になってしまう。超魔王が倒され解放された後は魔王の呪いを拘束し、彼の措置を主人公に任せる。魔王の呪いを救う選択をすると、彼に償いをさせるために引き取る。エンディングのキャスト紹介では魔王の呪いと旅をしている様子が描かれている。
魔王の呪い
突如ミートピアに現れMii達のカオを奪って怪物を生み出し、ミートピアを脅かす邪悪な存在であり、全ての黒幕。最初はバナナ工場員に憑依し大魔王として操っていた。一度は主人公に敗れたが大賢者に憑依してしまう。戦闘では右手・左手・本体の三部位に別れ、主人公と9人の仲間が3チームに分かれて戦う。
彼もかつては一人のMiiだったが、誰にも相手にされない孤独な日々を過ごしていた。その原因は無個性なカオにあると思い込み、自らカオを捨てたせいで存在を保てなくなり、負の感情に囚われ魔王の呪いとなってしまった。
魔王の呪いを救う選択をした後、一定の条件を満たすとネオンシティに現れ恐怖の塔を解放する。
馬
Switch版で追加。サイショーの国で怪物に襲われそうになったところ主人公達によって助けられた馬。助けられた恩を返す為、同行することを希望し仲間となる。好きレベルが上がれば戦闘面でもサポートしてくれる心強い味方。主人公との好きレベルを上げれば、MPを全消費する代わりに強力な効果を及ぼす技「人馬一体」を習得出来るようになる（効果は職業により変動）。名前を付けられるほか、性別と容姿を変更することが出来る。

### サイショーの国
サイショーの王（ジョバンニ）
サイショーの国の王。少々頼りない面があるが、国民から親しまれている。食べる事が大好きで、いつも骨付き肉を頬張っており、あまりにも巨体なため二人の兵士に支えてもらっている。魔王に姫共々カオを奪われたが、主人公に助けてもらう。その後は超魔王にもカオを取られてしまう。
サイショーの姫（マリアンヌ）
サイショーの王の一人娘で、国一番の美女と評判。トナリーノの王子と結婚する事になっているが、本人は貴族の息子の事を想っている。
落ちぶれた貴族の息子（ユウタ）
サイショーの国の街に隠れ住む青年で、恋人である姫の幼馴染。親の借金に追われているが、時々姫と会っている。サイショーの城が襲撃された時には悪夢の塔へと向かい、姫のカオが付いた怪物には歯が立たなかったものの、その勇気が認められて姫との交際が認められた。

### トナリーノ王国
トナリーノの王子（リナトン）
トナリーノの国の王子で、サイショーの姫の婚約者。女王である母親と自分の事が好き。傲慢かつ自己中心的な性格で、主人公達は彼に苛立ち呆れ果てる。サイショーの城が襲撃された時は泣きながら逃走するという醜態を晒し、姫との婚約を破棄する事態となる。その後トナリーノの国では、ランプの魔人に唆されてランプから解放してしまい、ランプを主人公に押し付ける。
ランプの魔人（ジンジン）
トナリーノ砂漠を我が物顔で暴れる乱暴者。過去に大賢者によってランプに封印されたが、失恋したトナリーノの王子を唆して封印を解き、町の財宝を奪う。主人公によって再びランプに封印されそうになるも主人公に許してもらい、改心する。その後は大魔王にカオを奪われ、主人公に救出されるとエルフの国への道を塞ぐ岩を吹き飛ばしてくれる。
悩む探検家（タケシ）
お宝を探して世界を探検しているが、一度も宝を見つけたことがない。時折主人公の前に現れ、隠された道を教える。旅人の町に現れることがあり、経験値やお金を大量に落とす怪物を倒すお願いをしてくる。

### エルフの国
大妖精三姉妹
エルフ達を束ねる三姉妹。長女（イザベル）は色っぽい大人の女性で、次女（ニーナ）は内気だが心優しい少女、末っ子（サンドラ）は可愛らしいワガママ娘。
エルフの国を襲撃した大魔王を三人がかりで追い出したが、安心した隙を突かれ、長女と次女が怪物達にさらわれてしまう。長女と次女が救出されると東の門を開けるが、今度は末っ子が大魔王にカオを奪われてしまう。末っ子が救出されると道を開ける。その後超魔王に三姉妹全員のカオを奪われるが、主人公が助ける。なお、末っ子は旅人の町に現れることがあり、お菓子を持つ怪物探しを依頼する。

### 火山（の国）
ドラゴン
白い体色をした細身のドラゴン。大魔王の手下にされてしまったが主人公に助けられ、暴れ疲れて眠りにつく。大魔王が倒された後は主人公達を世界各地に運んでくれる。

### 旅人の町
町の情報屋
世界中の旅人から集めた情報を握る情報屋。主人公の称号を確認させてくれる。

### その他
旅する写真家（トルゾー）
カメラの被り物をしているカメラマン。プレイヤーの戦闘画面、その中でも攻撃されている所などを写真に撮り、戦闘後に販売する。
ミスタークイズマン（ナンモン）
クイズが趣味の放浪者。様々なクイズをプレイヤーに出題し、正解すると景品をくれる。クリア後の依頼にも登場する。
どこでもポストマン（タッキュー）
手紙の被り物をしている郵便配達人。どんな危険な場所にでも手紙をお届けする。
旅する美食家（グルメール）
美味い料理を求めて旅をし、プレイヤーに料理を分け与えてくれる。
任天堂ファン（マリコ）
マリオシリーズのキャラのコスプレをしている任天堂の大ファンで、amiiboを読み込ませると対応する任天堂キャラの服・ゲーム券をくれる。
(ただし、どうぶつの森シリーズのカード型amiiboなど、一部は非対応。)
ミステリー調査員（ミノリ）
クリア後にガラパス島へ行くと出会える。新発見を求めてミートピア中を飛び回る。悩む探検家の妹。